# تخليق (سياسة)
الأخلقة أو التخليق في السياسة هو تطبيع الأخلاق في مجال من المجالات السياسية أو الاقتصادية أو الاجتماعية.

## أمثلة
- تخليق الحياة العامة
- تخليق الرأسمالية